# Piotr Jarecki

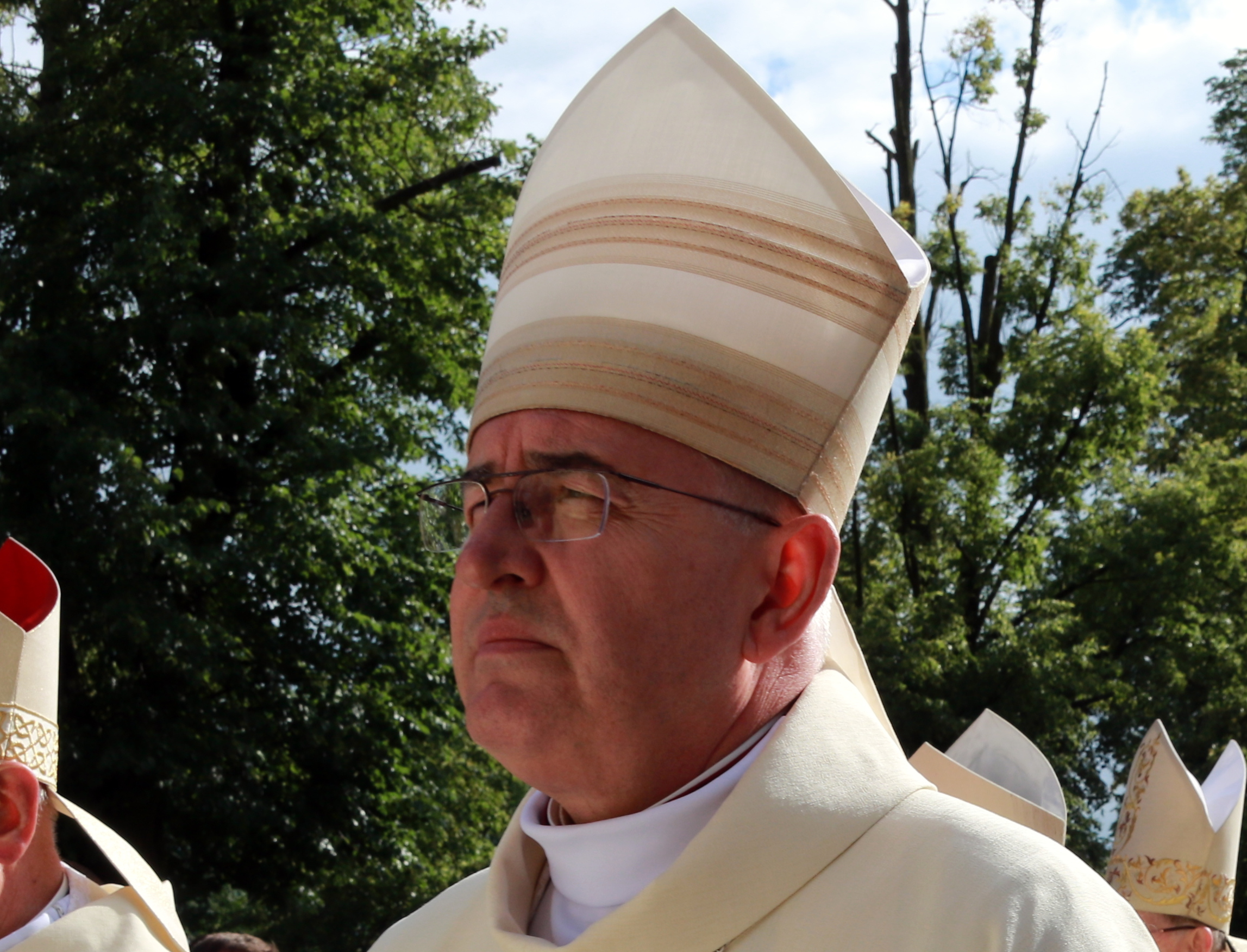
Piotr Jarecki im Jahr 2018

Wappen von Piotr Jarecki

Piotr Jarecki (* 29. Juni 1955 in Sierpc) ist ein polnischer Geistlicher und Weihbischof in Warschau.

## Leben
Piotr Jarecki studierte Katholische Theologie und Philosophie an den Priesterseminaren von Płock und Warschau. Er empfing am 1. Juni 1980 durch den Erzbischof von Warschau, Stefan Kardinal Wyszyński, das Sakrament der Priesterweihe.
Jarecki war zwei Jahre als Vikar in der Pfarrei Unsere Liebe Frau in Skolimów tätig. Er setzte seine Studien an der Päpstlichen Theologischen Fakultät in Warschau und an der Päpstlichen Universität Gregoriana in Rom fort. Piotr Jarecki erwarb ein Lizenziat im Fach Christliche Soziallehre. Anschließend wurde Jarecki Professor für Christliche Soziallehre an der Päpstlichen Theologischen Fakultät in Warschau.
Am 16. April 1994 ernannte ihn Papst Johannes Paul II. zum Titularbischof von Avissa und zum Weihbischof in Warschau. Der Erzbischof von Warschau, Józef Kardinal Glemp, spendete ihm am 23. April desselben Jahres die Bischofsweihe; Mitkonsekratoren waren der Weihbischof in Warschau, Marian Duś, und der Bischof von Warschau-Praga, Kazimierz Romaniuk.
Nachdem er unter Alkoholeinfluss Auto gefahren war und mit einem Blutalkoholgehalt von 2,5 Promille einen Unfall verursacht hatte, bot er am 22. Oktober 2012 seinen Rücktritt an, der jedoch vom Papst nicht angenommen wurde.